# こどものこわい話
こどものこわい話はバンダイビジュアルから発売されたビデオ作品である。
制作はギニーピッグシリーズの製作と同じ小椋事務所。

## 内容
それぞれの各巻に黒スカーフの男もしくは赤スカーフの男が登場してギターを引きながら怖い話を語る。黒スカーフの男がナレーターする場所は何時も異なり、ストーリーの舞台となる場所に現れる（たとえば、墓場や真夜中の公園）。出演する役者は子供が中心でセリフは本人の声ではなく、吹き替えが使われる。

## ビデオ
- 『こどものこわい話』「野生の王国」「三面鏡の恐怖」「ウソついたらどうなる?」「眠れない夜」を収録。1997年6月25日、出演:野沢雅子他[1]
- 『こどものこわい話』「怪奇冷蔵庫」「不思議ドライブ」「のぞきからくり」「リモコン大作戦」を収録。
- 『こどものこわい話(3)「こたつブラックホール」~ばっちしVシリーズ』「大怪獣バブー」「こたつブラックホール」「真夏のサンタ」「悪魔の洞窟」を収録。 1998年6月25日、出演:野沢雅子 30分、ASIN: B00005EFRI
- 『こどものこわい話(4)「トイレ大爆発」~ばっちしVシリーズ』「トイレ大爆発」「地獄でんわ」などを収録（30分）。1998年6月25日、出演:野沢雅子 30分
- 『こどものこわい話’99~お墓ひとりぼっち~』 「次元の裂け目」「南部十四年式」「髑髏町道草ばなし」「お墓ひとりぼっち」を収録（70分）。1999年6月25日、出演:野沢雅子、三木眞一郎 ASIN: B00005EETQ
- 『こどものこわい話 2000』「もどってくる人形」「暗黒学級裁判」「お客さま」「ドカンババア」を収録。2000年